# 安隆隕石
安隆隕石是於1971年5月2日墜落在中國貴州的一顆H球粒隕石。

## 分類
它被分類為H5-普通球粒隕石。